# Hippopsis griseola
Hippopsis griseola là một loài bọ cánh cứng trong họ Cerambycidae.